# Peredur Owen Griffiths
Peredur Owen Griffiths (nascido em 1978) é um político galês do partido Plaid Cymru que serve como membro do Senedd (MS) pela região leste do País de Gales do Sul desde as eleições de 2021 para o Senedd.